# M. Neumann

Warenhaus M. Neumann an der Wiener Kärntner Straße 19 (um 1900)

M. Neumann war ein Wiener Konfektionsgeschäft. Die Hauptniederlassung befand sich an der Kärntner Straße 19 im 1. Bezirk.

## Geschichte
Gegründet wurde das Unternehmen im Jahre 1845 von Moritz Neumann († 24. Dezember 1895), ein jüdischer Unternehmer vermutlich ursprünglich aus Warasdin in Kroatien. Das Unternehmen wurde 1884 ins Wiener Handelsregister als Einzelfirma eingetragen. Neumann war mit Katharina Oblatt († 10. Juli 1894) verheiratet, gemeinsam hatten sie die Söhne Philipp († 9. März 1899), Josef († 7. Dezember 1934) und Julius († 11. März 1923) sowie Tochter Johanna. Johanna Neumann heiratete am 23. Mai 1880 Salomon Kohn († 9. Mai 1852 in Kolin), der selbst Mitinhaber der Herrenkleiderfirma »Heilmann Kohn & Sohn« und k.u.k. Hoflieferant war. Philipp Neumann wurde Prokurist und Anfang Juni 1885 zum Gesellschafter mit selbständigem Vertretungsrecht. 1890 wurde Josef Neumann ebenfalls zum Gesellschafter eingetragen. Nach dem Tod von Moritz Neumann im Alter von 74 Jahren und trat der jüngste, Julius Neumann, am 4. Februar 1895 als Gesellschafter ein. Als vier Jahre später Philipp Neumann im Alter von 43 verstarb, führten seine beiden Brüder Josef und Julius das Unternehmen weiter.

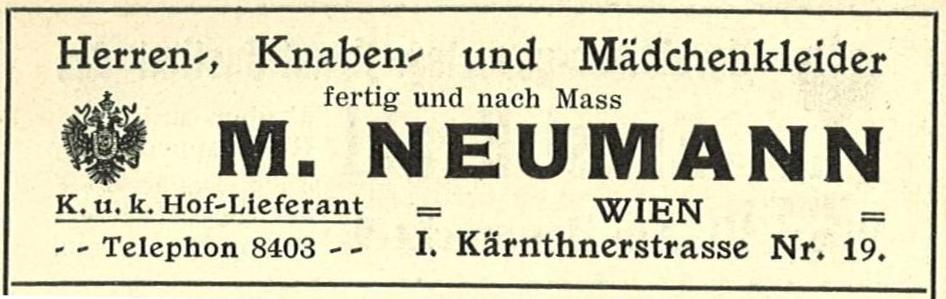
Inserat von M. Neumann (1906)

M. Neumann war hauptsächlich ein Konfektionsgeschäft für Herren. Es wurde erfolgreich und beschäftigte im Jahre 1902 220 Angestellte sowie 400 bis 500 Arbeiter. Neben der Hauptniederlassung an der Kärntner Straße 19 gab es eine weitere an der Mariahilfer Straße. Im Laufe der Zeit wurden weitere Niederlassungen in Budapest, Agram, Arad, Debrezin, Fiume, Grosswardein, Kaschau, Sarajewo, Temeswar, Triest und sogar im Ausland in Belgrad und Sofia eröffnet. Zu der hohen Kundschaft zählten Mitglieder der kaiserlichen Familie Erzherzog Stephan und Erzherzog Josef, die Prinzessin von Bayern, Graf Chorinsky und Baron Gudenus sowie Mitglieder des Offizierstandes, Professoren und Bürgerliche. Am 2. Mai 1901 reichten die Brüder Neumann ihren Gesuch um Verleihung des k.u.k. Hoflieferantentitels beim Obersthofmeisteramt ein, über welches bald danach positiv beschieden wurde.
Nach dem Ersten Weltkrieg traten Franz Carl Neumann im Jahre 1920, am 24. Februar 1924 Stefan Philipp Neumann und 1927 Peter Neumann, allesamt vermutlich Enkel des Gründers, als Gesellschafter ein. Franz Carl Neumann schied am 23. August 1932 aus, das Unternehmen wurde von Stefan Philipp Neumann und Peter Neumann bis zum 16. September 1938 geführt. Mit dem Anschluss Österreichs begann die systematische Verfolgung der jüdischen Bevölkerung im Lande. Das Unternehmen wurde „arisiert“, als kommissarischer Verwalter wurde Hermann Berger eingesetzt.

## Hauptniederlassung Kärntner Straße 19
Das Hauptwarenhaus von M. Neumann an der Wiener Kärntner Straße 19 im 1. Bezirk war ein bedeutendes Bauwerk des Jugendstils. Es wurde nach Entwürfen von Otto Wagner in den Jahren 1895–96 errichtet, die Baubewilligung wurde dem Fideikommiss Heinrich Freiherrn von Gudenus erteilt. Das Gebäude besaß eine Höhe von vier Stockwerken, in denen im Erdgeschoß und dem ersten und zweiten Stock 10 Verkaufssäle und zahlreiche Nebensäle, unter anderem ein „Fremdensalon“, in dem Besucher ihre Korrespondenz erledigen konnten, untergebracht waren. Der 3. und 4. Stock wurde für Wohnungen, unter anderem für die Familie Neumann, verwendet. Die Räumlichkeiten waren mit Elektrizität ausgestattet, 1000 Glühlampen sorgten für Licht. Die Fassade war mit Keramiken der ungarischen Zsolnay Porzellanmanufaktur geschmückt. Einige Umarbeiten wurden in der Zwischenkriegszeit durchgeführt, unter anderem das Verkleiden der unteren Stockwerke hinter Glas.
Das Gebäude wurde im Zweiten Weltkrieg beschädigt und 1949 abgerissen. Der Architekt Carl Appel errichtete für M. Neumann ein Neubau, dessen Fassade im Jahre 1986 vom Architekten Rudolf Vorderegger verändert wurde. An der Stelle des alten Kaufhauses Neumann steht heute das Kaufhaus Steffl.